# Duos sur canapé
Duos sur canapé est une comédie en trois actes de Marc Camoletti créée en 1972 au théâtre Michel.
Elle se joue quatre saisons durant avant d'être portée à l'écran par son auteur en 1979.

## Argument
Bernard, avocat, et Jacqueline, dentiste, mariés depuis de longues années, ont chacun leur cabinet à domicile. Cela devient problématique lorsqu'ils décident de divorcer et que ni l'un ni l'autre ne souhaite déménager son cabinet.
Dans leur petit appartement, le canapé se voit alors attribué le rôle de frontière, renforcée par un ruban séparant le canapé en deux parties égales.
Victor, majordome du couple, ainsi qu'à ses heures assistant alternatif de l'avocat ou du dentiste, assiste en spectateur-arbitre à l'arrivée des nouveaux conjoints respectifs de Monsieur et de Madame…

## Principales productions
Théâtre Michel, 1972 (création)
Mise en scène de Marc Camoletti, musique de Darry Cowl
Avec Darry Cowl (Victor), Philippe Nicaud (Bernard), Claire Maurier (Jacqueline), Martine Kelly (Bubble), Daniel Prévost (Robert)
Théâtre Michel, 1973
Avec Darry Cowl (Victor), Philippe Nicaud (Bernard), Claire Maurier (Jacqueline), Christine Laurent (Bubble), Daniel Prévost (Robert)
Tournées Karsenty-Herbert, saison 1973-1974
Mise en scène de Marc Camoletti, musique de Darry Cowl
Avec Darry Cowl (Victor), Jacques Balutin (Bernard), Dominique Andrex (Jacqueline), Tonie Marshall (Bubble), Daniel Derval (Robert)
Théâtre Michel, 1974
Avec Christian Marin (Victor), François Guérin (Bernard), Michèle Bardollet (Jacqueline), Marie-Georges Pascal (Bubble), Michel Modo (Robert)
Théâtre Michel, 1975
Avec Christian Marin (Victor), François Guérin (Bernard), Corinne Lahaye (Jacqueline), Lydia Feld (Bubble), Michel Modo (Robert)
Théâtre Michel, 1975
Avec Patrick Préjean (Victor), François Guérin (Bernard), Marilys Morvan (Jacqueline), Élisabeth Catroux (Bubble), Michel Modo (Robert)
Théâtre Michel, 1976
Avec Philippe Dumat (Victor), Gérard Hernandez (Bernard), Marilys Morvan (Jacqueline), Nicole Chausson (Bubble), Michel Modo (Robert)
Théâtre Michel, 1989
Mise en scène de Marc Camoletti, décors de Germaine Camoletti
Avec Marcel Philippot (Victor), Jacques Balutin (Bernard), Marilys Morvan (Jacqueline), Michèle Charry (Bubble), Daniel Prévost (Robert)